# 루마니아국제방송
루마니아국제방송(루마니아어: Radio România Internaţional, Radio Romania International 약칭 RRI)은 루마니아의 국제방송이다. 1927년에 개국하였다. RRI1, RRI2 두개의 채널로 나뉘어 있다. 전 세계를 향해 12개의 언어로 전 세계를 향해 방송한다. 단파방송과 인터넷으로 들을 수 있다.

## 연혁

### RRI1
루마니아어와 아르메니아어로 방송하고 있다. 루마니아의 역사, 문화에 관하여 방송한다.

### RRI2
영어, 독일어, 프랑스어, 러시아어, 스페인어, 아랍어, 중국어, 이탈리아어, 세르비아어, 우크라이나어로 방송한다.

## 방송 언어
- 루마니아어
- 아랍어
- 중국어
- 영어
- 프랑스어
- 독일어
- 이탈리아어
- 세르비아어
- 스페인어
- 러시아어
- 우크라이나어
- 아르마니아어